# Thomas Doyle
Thomas Doyle (Auckland, 30 giugno 1992) è un ex calciatore neozelandese, di ruolo difensore.

## Carriera

### Club
Ha giocato nei campionati neozelandese, australiano e tedesco.

### Nazionale
Ha vinto la Coppa delle nazioni oceaniane nel 2016 con la propria nazionale.

## Palmarès
- Coppa d'Oceania: 1

Papua Nuova Guinea 2016